# 上林蜂斗草
上林蜂斗草（学名：Sonerila shanlinensis）为野牡丹科蜂斗草属下的一个种。